# Dobrudzsai husáng
A dobrudzsai husáng (Ferula mikraskythiana) az ernyősvirágzatúak (Apiales) rendjének, zellerfélék (Apiaceae) családjába tartozó husáng (Ferula) nemzetségének 2014-ben Romániában felfedezett faja.

## Elterjedése
A dobrudzsai husáng Románia endemikus faja, csupán Dobrudzsában a Pădurea Dumbrăveni természetvédelmi területen fordul elő. Ezidáig (2017) összesen 172 egyedet találtak belőle.

## Élőhelye
Egyetlen ismert populációja az emberi tevékenységtől elszigetelt erdőssztyepp jellegű, meredek lejtős élőhelyen található.

## Megjelenése, életmódja
A növény 1,7 m magasságot is elérheti.
Levele csupasz, háromszor szárnyasan szeldelt, szelvényeinek vége egyenes, levélnyélben végződő. Apró sárga virágai összetett ernyővirágzatba tömörülnek.
Levelei májusban jelennek meg és június végén elszáradnak. Augusztusi virágzása után, szeptemberben lesznek termései.
Hasonló faj és egyben legközelebbi rokona az Eriosynaphe longifolia.

## Felfedezése
A faj felfedezéséhez vezető kutatások 2014-ben Mátis Attila általi felfedezésével kezdődtek és 2017-ben a faj leírásának Mátis Attila, Szabó Anna, Dmitry Lyskov, Sramkó Gábor, Thomas Kuhn, Alexandru S. Bădărău és Bartha László által jegyzett tudományos publikálásával értek véget.
A növény azon példányát, amely alapján leírták az új fajt (holotípus), a kolozsvári Botanikus Kert herbáriumában helyezték el.